# 五路追殺令
《五路追殺令》 是美國導演喬·卡納漢於2006年編劇並執導的犯罪電影。本片的影評評價偏低，但作為邪典電影仍受到部分影迷的追捧。

## 劇情介紹
命在旦夕的黑幫老大懸賞百萬賞金捉拿叛徒巴弟，各路殺手衝著賞金便躍躍欲試，掌握情資的FBI探員必須保護汙點證人巴弟的生命以起訴黑幫老大；各方使盡暗算心機，在賭城展開一場亂鬥。

## 外部連結
- 互联网电影数据库（IMDb）上《五路追殺令》的资料（英文）
- AllMovie上《五路追殺令》的资料（英文）
- 爛番茄上《五路追殺令》的資料（英文）
- 豆瓣电影上《五路追殺令》的資料 （简体中文）
- Metacritic上《五路追殺令》的資料（英文）
- Box Office Mojo上《五路追殺令》的資料（英文）